# Радивилів (книга)
«Радивилів. Краєзнавчі матеріали» — краєзнавча книга журналіста і літератора Володимира Ящука.
Книга (160 с.) містить відомості про перебування в місті Радивилові на Рівненщині Оноре де Бальзака, друга Пушкіна — Петра Каверіна, Івана Франка, Мирона Тарнавського, Модеста Левицького та ін. Кольорові ілюстрації Володимира Ящука і Василя Грицайчука.
Видавництво «Волинські обреги», Рівне, 2004.
Редактор — Наталія Мелих.
Розділи:
- «На переклику літ»,
- «Від села до села»,
- «Постаті»,
- «Обереги духовності»,
- «Краєзнавчі етюди»,
- «Мовою документів».

У 2014 році випущена книга «Радивилів у перегуках віків» того ж автора (видавництво «Просвіта», Броди, 260 с., кольорові ілюстрації), яка продовжила й розширила тематику попередньої. Редактор — Наталія Мелих. Друге видання цієї книги, перероблене та доповнене, побачило світ 2020 року.